# 中國保健食品標章
中國保健食品標章由中華人民共和國的國家食品藥品監督管理局（SFDA）頒發，俗稱小藍帽，為國家認證保健食品，但沒有達到藥品的功能，與藥品認證有別。卫生部在1996年发布的《保健食品管理办法》中指出，保健食品系指表明具有特定保健功能的食品。即适宜于特定人群食用，具有调节机体功能，不以治疗疾病为目的的食品。
小藍帽能得到衛食健字或國食健字批號，藥品使用的則是國藥准字，兩者申請難度大不相同，但不少宣稱療效的保健食品外包裝都看似藥品，採用批號辨別並查詢真偽後就能一目了然。其中2003年以前通過審批的批號是“衛食健字”，2003年以後通過審批的批號是“國食健字”。

## 申請
中國保健食品標章申請過程約一年半到兩年，需經歷大量審查，註冊通過後能在SFDA網站查詢。
- 保健食品註冊申請表[3]
- 申請人身份證、工商登記資料、其他機構合法登記證明文件的影本
- 提供申請註冊的保健食品的通用名稱與 提供申請註冊的保健食品的通用名稱與
- 已經批准註冊的藥品名稱不重名的檢索材料（從國家食品藥品監督管理局政府網站資料庫中檢索）[4]
- 申請人對他人已取得的專利不構成侵權的保證書
- 提供商標註冊證明檔，提供商標註冊證明檔（未注冊商標的不需提供）
- 產品研發報告（包括研發思路、功能篩選過程 、功能篩選過程、預期效果等）
- 產品配方（原料和輔料）及配方依據原料和輔料的來源及使用的依據
- 功效成分/標誌性成分、含量及功效成分 、含量及功效成分標誌性成分的檢驗方法
- 生產工藝簡圖及其詳細說明和相關的研究資料
- 產品品質標準及其編制說明(包括原料、輔料的品質標準)
- 直接接觸產品的包裝材料的種類、名稱、品質標準及選擇依據
- 第三方檢驗機構出具的試驗報告及其相關資料可以附加，包括：
  - 試驗申請表
  - 檢驗單位的檢驗受理通知書
  - 安全性毒理學試驗報告
  - 功能學試驗報告
  - 興奮劑、違禁藥物等檢測報告 、違禁藥物等檢測報告(申報緩解疲勞、減肥、改善生長發育功能的註冊申請等項目必備)
  - 功效成份檢測報告
  - 穩定性試驗報告
  - 衛生學試驗報告
  - 其他檢驗報告(如：原料鑒定報告、菌種毒力試驗報告等)
- 產品標籤、說明書樣稿
- 其他有助於產品評審的資料
- 兩個未啟封的最小銷售包裝的樣品
- 若有生產國(地區)有關機構出具的該產品生產企業，符合當地相應生產品質管制規範的證明檔
- 由境外廠商常駐中國代表機構辦理註冊事務的，應當提供《外國企業常駐中國代表機構登記證》影本，境外生產廠商委託境內的代理機構負責辦理註冊事項的，需提供經過公證的委託書原件以及受委託的代理機構營業執照影本
- 若有產品在生產國(地區)生產銷售一年以上的證明文件，該證明檔應當經生產國（地區）的公證機關公證和駐所在國中國使領館確認
- 若有生產國(地區)或國際組織的與產品相關的有關標準
- 若有產品在生產國(地區)上市使用的包裝、標籤、說明書實樣
- 連續三個批號的樣品，其數量為檢驗所需量三倍 ，其數量為檢驗所需量三倍